# Мозес Тоата
Мозес Тоата (англ. Moses Toata, нар. 10 жовтня 1975) — футболіст Соломонових Островів, що грав на позиції півзахисника, зокрема за «Косса» та національну збірну Соломонових Островів. По завершенні ігрової кар'єри — тренер.

## Клубна кар'єра
У дорослому футболі дебютував 1997 року виступами за команду «Косса». Захищав її кольори майже протягом усієї ігрової кар'єри, що тривала до 2010 року, за виключегням дворічного періоду у 2004–2005 роках, коли він грав за команду «Фейрвест».

## Виступи за збірну
1997 року дебютував в офіційних матчах у складі національної збірної Соломонових Островів.
У складі збірної був учасником кубка націй ОФК 2000 у Французькій Полінезії, на якому команда здобула бронзові нагороди, кубка націй ОФК 2004 в Австралії, де разом з командою здобув «срібло», а також кубка націй ОФК 2016 у Папуа Новій Гвінеї.
Загалом протягом кар'єри в національній команді, яка тривала 8 років, провів у її формі 10 матчів, забивши 1 гол.

## Кар'єра тренера
Розпочав тренерську кар'єру невдовзі по завершенні кар'єри гравця, 2013 року, очоливши тренерський штаб клубу «Соломон Ворріорз». Двічі поспіль, у 2013 та 2014 роках, приводив його команду до перемоги у національній першості Соломонових Островів.
Згодом у 2015–2016 роках був головним тренером збірної Соломонових Островів.